# Martina Ostler
Martina Ostler (20 ottobre 1998) è un'ex sciatrice alpina tedesca.

## Biografia
Attiva in gare FIS dal novembre del 2014, la Ostler ha esordito in Coppa Europa il 19 febbraio 2015 a Bad Wiessee in slalom speciale e in Coppa del Mondo il 23 novembre 2019 a Levi nella medesima specialità, in entrambi i casi senza completare la prova. Il 21 dicembre 2019 ha ottenuto il primo podio in Coppa Europa, a Plan de Corones in slalom parallelo (2ª); 
Il 10 gennaio 2021 ha conquistato il suo secondo e ultimo podio in Coppa Europa, a Vaujany in slalom speciale (2ª), e il 12 gennaio successivo ha preso per l'ultima volta il via in Coppa del Mondo, a Flachau nella medesima specialità senza completare la prova (non ha portato a termine nessuna delle 7 gare nel massimo circuito cui ha preso parte). Si è ritirata al termine di quella stessa stagione 2020-2021 e la sua ultima gara è stata lo slalom gigante dei Campionati tedeschi 2021, disputato il 28 marzo a Götschen e non completato dalla Ostler; non ha preso parte a rassegne olimpiche o iridate.

## Palmarès

### Mondiali juniores
- 1 medaglia:
  - 1 bronzo (gara a squadre a Val di Fassa 2019)

### Coppa Europa
- Miglior piazzamento in classifica generale: 40ª nel 2021
- 2 podi:
  - 2 secondi posti

### Campionati tedeschi
- 1 medaglia:
  - 1 bronzo (slalom speciale nel 2016)